# Игра в молчанку (телесериал)
«Игра в молчанку» (англ. Game of Silence) — американский драматический сериал, премьера которого состоялась 12 апреля 2016 года на канале NBC.
13 мая 2016 года телеканал NBC объявил о закрытии телесериала после одного сезона.

## Сюжет
В центре сюжета преуспевающий адвокат из Атланты и его старые приятели. Когда-то герои были лучшими друзьями, но потом произошла страшная непоправимая трагедия. Их пути разошлись, и они постарались забыть о случившемся в далёком детстве и поклялись молчать об этом. Они думали, что тайна, которую они хранили 25 лет, никогда не будет раскрыта, но ошиблись. Призраки прошедших дней неожиданно вновь появляются, и могут разрушить их жизни, и этого допустить нельзя. Собравшись вместе, они нарушат обет молчания и сделают всё, чтобы их прошлое не уничтожило настоящее. Если секрет, хранимый два десятилетия, узнают посторонние, их судьбы разрушатся: семьи, карьера, всё полетит под откос. Но смогут ли бывшие товарищи, найти взаимопонимание?

## В ролях

### Основной состав
- Дэвид Лайонс - Джексон Брукс
- Майкл Реймонд-Джеймс - Гил Харрис
- Бри Блэр - Джесси Уэст
- Деметриус Гросс - Терри Босх
- Дейдри Генри - Детектив Лиз Уинтерс
- Конор О’Фэррелл - начальник тюрьмы Рой Кэрролл
- Лоренц Тейт - Шон Полк
- Клэр ван дер Бум - Марина Нагл

## Обзор сезонов
| Сезон | Сезон | Эпизоды | Дата показа    | Дата показа |
| Сезон | Сезон | Эпизоды | Премьера       | Финал       |
| ----- | ----- | ------- | -------------- | ----------- |
|       | 1     | 10      | 12 апреля 2016 | 5 июня 2016 |

## Список эпизодов

### Сезон 1 (2016)
| № общий | № в сезоне | Название                     | Режиссёр          | Автор сценария                      | Дата премьеры  | Произв. код | Зрители в США (млн) |
| ------- | ---------- | ---------------------------- | ----------------- | ----------------------------------- | -------------- | ----------- | ------------------- |
| 1       | 1          | «Pilot»                      | Нильс Арден Оплев | Дэвид Хаджинс                       | 12 апреля 2016 | 101         | 6.41                |
| 2       | 2          | «Blood Brothers»             | Деран Сарафян     | Венди Уэст                          | 14 апреля 2016 | 102         | 3.90                |
| 3       | 3          | «Hurricane Gil»              | Дэвид Родригес    | Кристофер Файф                      | 21 апреля 2016 | 103         | 3.35                |
| 4       | 4          | «The Uninvited»              | Кимберли Пирс     | Том Муларз                          | 28 апреля 2016 | 104         | 3.08                |
| 5       | 5          | «Ghosts of Quitman»          | Билл Джонсон      | Йен Дейчман & Кристин Раск Робинсон | 5 мая 2016     | 105         | 3.26                |
| 6       | 6          | «Into the Black»             | Холли Дэйл        | Джером Хэйрстон                     | 12 мая 2016    | 106         | 3.26                |
| 7       | 7          | «Road Trip»                  | Питер Уэллер      | Хейли Тайлер                        | 19 мая 2016    | 107         | 3.21                |
| 8       | 8          | «Hey»                        | Роберт Мэндел     | Ирам Мартинес                       | 2 июня 2016    | 108         | 2.26                |
| 9       | 9          | «The Truth»                  | Брэд Таненбаум    | Курт Фолькер                        | 2 июня 2016    | 109         | 2.26                |
| 10      | 10         | «She Sang Hymns Out of Tune» | Деран Сарафян     | Дэвид Хаджинс                       | 5 июня 2016    | 110         | 2.40                |